# نائب الملك
نائب الملك هو مسؤول ملكي قد يدير بلداً أو مستعمرة أو مدينة أو إقليماً ممثلاً الملك وباسمه. المصطلح مشتق من البادئة اللاتينية Vice- والتي تعني «في محل» ومن الكلمة الفرنسية roi التي تعني «الملك». يطلق عادة على الأراضي التي تحت حكم نائب الملك مسمى الملكية البديلة والذي لا يطلق دائماً.

## الإمبراطورية الإسبانية
تم استخدام اللقب في الأصل من قبل تاج أراغون في بداية القرن 14 ، وأشار إلى الحكام الإسبان لسردينيا وكورسيكا، وبعد الوحدة في نهاية القرن 15 قام ملوك إسبان في وقت لاحق بتعيين العديد النواب على أجزاء مختلفة من نحو متزايد من الإمبراطورية الإسبانية في أوروبا والأمريكتين وفي أماكن أخرى.

### في أوروبا
حتى القرن 18 عين تاج هابسبورغ عين نواب للملك على أراغون وفالنسيا و كاتالونيا ونافار والبرتغال وسردينيا وصقلية ونابولي. مع صعود آل بوربون إلى عرش إسبانيا تم استبدال ملكية أراغون البديلة بقبطانية عامة جديدة، وفي نهاية حرب الخلافة الإسبانية، تم حرمان الملكية الإسبانية من ممتلكاتها الإيطالية، ومع ذلك استمرت هذه الأراضي تحت حكم نواب لملوكها الجدد لبعض الوقت؛ فسردينيا كان لها نائب ملك حتى عام 1848.

### في الأمريكتين
كانت الأمريكتان قد تم إلحاقهم بتاج قشتالة، ومع الاستعمار الإسباني للأمريكتين تم اعتماد نظام نواب الملك لحكم المناطق الغنية والمكتظة بالسكان في مناطق شمال ما وراء البحار: إسبانيا الجديدة (المكسيك والفلبين) وجنوب ما وراء البحار: بيرو وأمريكا الجنوبية. كان نواب الملوك في هاتين المنطقتين لهم الرقابة على الأقاليم الأخرى، فمعظم أمريكا الشمالية وأمريكا الوسطى و
جزر الهند الإسبانية الغربية (منطقة البحر الكاريبي) الشرقية كان يشرف عليها نائب الملك في مدينة المكسيك بينما مقاطعات أمريكا الجنوبية من قبل نائب الملك في ليما (باستثناء معظم فنزويلا حالياً التي كانت تحت إشراف المحكمة العليا، أو الديوانية الملكية لسانتو دومينغو في جزيرة هيسبانيولا خلال معظم الفترة الاستعمارية)، هذه الأقاليم الإدارية الكبيرة أصبح يعرف باسم ملكيات بديلة (بالإسبانية: Virreinatos). هناك اثنتين فقط من الملكيات البديلة في العالم الجديد  استمرت حتى القرن 18 عندما أنشأ آل بوربون ملكيتين بديلتين إضافيتين لتعزيز النمو الاقتصادي والمستوطنات الجديدة في أمريكا الجنوبية. تم إنشاء ملكية بديلة غرناطة الجديدة في 1717 وعاصمتها بوغوتا وريو دي لا بلاتا في 1776 عاصمتها بوينس آيرس.
تم تقسيم الملكيات البديلة الإسبانية في الأمريكتين والهند الشرقية إلى وحدات مستقلة صغيرة مثل الديوانيات الملكية (محكمة لها سلطة الحكم) والقبطانيات العامة (مناطق عسكرية) والتي أصبحت معظم الحالات الأسس التي قامت عليها البلدان المستقلة الحديثة أمريكا الإسبانية. هذه الوحدات التي تم جمعها في المحافظات المحلية التي يمكن أن تكون محكومة إما تاج الرسمية، كوريجيدور (في بعض الأحيان alcalde العمدة) أو الكابيلدو أو المجلس البلدي. Audiencias في المقام الأول بمثابة متفوقة المحاكم القضائية، ولكن على عكس نظرائهم الأوروبيين العالم الجديد audiencias منحت من قبل القانون سواء الإدارية والتشريعية. Captaincies العامة في المقام الأول المناطق العسكرية التي أنشئت في المناطق ذات المخاطر الخارجية أو الهندية الهجوم، ولكن نقباء العامة عادة ما أعطيت القوى السياسية على المحافظات تحت قيادتهم. لأن مسافات طويلة إلى الاستعمارية الفرعونية رأس المال من شأنه أن يعرقل الاتصال الفعال، سواء audiencias ونقباء العامة أذن للتواصل مباشرة مع ولي العهد من خلال مجلس الهند. بوربون الإصلاحات الجديدة مكتب المشرفالذي تم تعيينه مباشرة من قبل التاج وكان واسع المالية والإدارية القوى في القضايا السياسية والعسكرية.

## الإمبراطورية البرتغالية

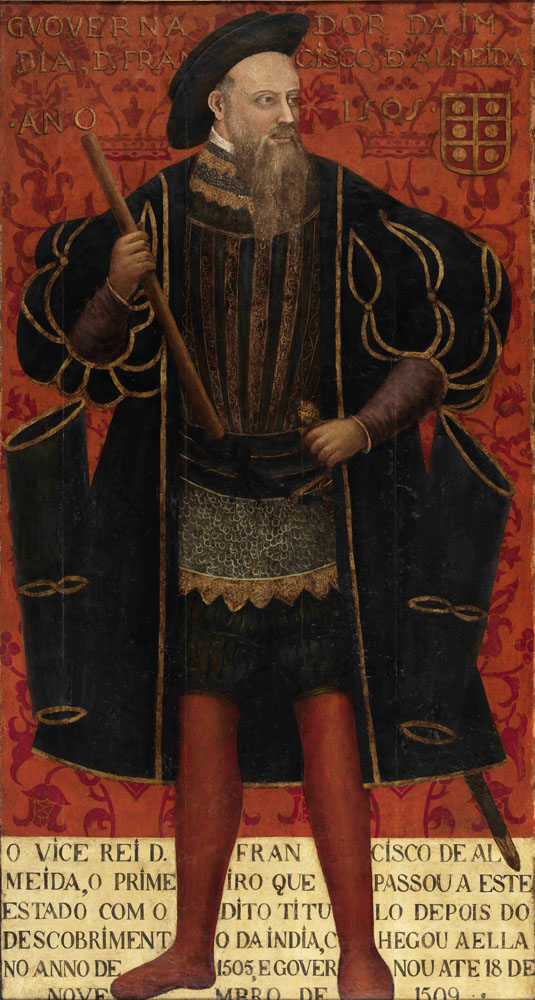
فرانسيسكو دي ألميدا, أول نائب ملك في الهند البرتغالية

### الهند
كان لقب نائب الملك الذي مُنح للنبلاء والولاة وحكام والإدارة اللجان مُضمراً لمرات عديدة حتى آخر نائب ملكي وهو الأمير أفونسو دوق بورتو عام 1896.
من 1505 حتى 1896 كانت الهند البرتغالية -وهي الهند وكان اسمها الرسمي "Estado da India" (دولة الهند) بالإضافة جميع الممتلكات البرتغالية في المحيط الهندي من جنوب أفريقيا إلى جنوب شرق آسيا وأستراليا حتى 1752 - يحكمها نائب ملك أو حاكم من مقر نيابة الملك في غوا منذ 1510، وبدأ النظام الحكومي بعد ست سنوات من اكتشاف الطريق البحري إلى الهند من قبل فاسكو دا جاما عام 1505 في عهد  فرانسيسكو دي ألميدا (و.1450–ت.1510). في البداية حاول الملك مانويل الأول حاولت السلطة على ثلاثة حكام في مناطق مختلفة من الولاية: حكومة تغطي الأراضي والممتلكات في شرق أفريقيا وشبه الجزيرة العربية والخليج العربي، والإشراف حتى Cambay (كجرات)، وأخرى للهند و سيلان وثالثة من ملقا إلى الشرق الأقصى. ومع ذلك كان محور السلطة الحاكم ألفونسو دي البوكيرك (1509-1515) الذي أصبح مطلق السلطة وظل كذلك. كانت المدة في المنصب عادة ثلاث سنوات ومر عليه حوالي أربعة وثلاثين حكام للهند فيالقرن 16 وستة منهم فقط استمروا ولايات أطول.

### البرتغال
خلال بعض فترات الاتحاد الأيبيري بين عامي 1580 و1640 قام ملك إسبانيا - الذي كان أيضاً ملكاً للبرتغال - بتعيين نواب للملك على البرتغال نفسها.

### البرازيل
بعد نهاية الاتحاد الأيبيري عام 1640 ، بدأ حكام البرازيل - الذين كانوا نبلاء برتغال - بدأت في استخدام لقب نائب الملك، وأصبحت البرازيل ملكية بديلة دائمة عام 1763 وتم نقل عاصمة دولة البرازيل (Estado do Brasil) من سلفادور إلى ريو دي جانيرو.

## الإمبراطورية البريطانية

### الهند البريطانية
بعد اعتماد القانون ينقل تبيعة حكومة الهند من شركة شرق الهند إلى التاج عام 1858، أصبح يُعرف الحاكم العام الممثل للتاج بنائب الملك. لم يكن  تعيين نائب ملك أي سلطة قانونية ولم يُعين من قبل البرلمان. على الرغم من إعلان 1858 بتولي حكومة الهند من قبل التاج بالإشار إلى اللورد كانينج كـ«أول نائب للملك والحاكم العام»،  لم يشار لأي من خلفائه 'نائب ملك'.

### أيرلندا
كان يشار لورد نائب أيرلندا عادة بلقب «نائب الملك» بعد عام 1700 حتى عام 1922، على الرغم من دمج مملكة أيرلندا عام 1801 في المملكة المتحدة لبريطانيا العظمى و أيرلندا.

## دول الكومنولث
كان اللقب يُطلق أحياناً على الحاكم العام  لدول الكومنولث، على سبيل المثال قال غوف وايتلام عام 1973 قال للبرلمان الأسترالي: 'الحاكم العام هو نائب ملكة أستراليا'.
كذلك الحاكم العام لكندا، ونواب الحكم للمقاطعات الكندية والحاكم العام لاستراليا وحكام الولايات الأسترالية هم أيضاً نواب للملك بموجب وعد بلفور عام 1926. 

## الإمبراطورية الروسية
النامستنيك (بالروسية: наме́стник)‏ كان منصب حكومي في الإمبراطورية الروسية يمكن ترجمته  بـ«الوالي» و «النائب» أو «قائم مقام» (بالمعنى الواسع للكلمة) أو حرفياً في المكان المعين. كان لهذا المصطلح استخدامين بمعنيين مختلفين.